# Stoms ås
Stoms ås este o arie protejată (arie specială de conservare — SAC, sit de importanță comunitară — SCI) din Suedia întinsă pe o suprafață de 33,6 ha, integral pe uscat.

## Localizare
Centrul sitului Stoms ås este situat la coordonatele 57°32′50″N 12°33′08″E / 57.5472°N 12.5523°E.

## Înființare
Situl Stoms ås a fost declarat sit de importanță comunitară în mai 2001 pentru a proteja un număr necunoscut de specii din flora spontană și fauna sălbatică aflate în arealul zonei. Situl a fost protejat și ca arie specială de conservare în martie 2011.

## Biodiversitate
Situată în ecoregiunea boreală, aria protejată conține 2 habitate naturale: Păduri de fag Luzulo-Fagetum, Păduri fino-scandinave bogate în ierburi cu Picea abies.
La baza desemnării sitului se află un număr nedeclarat de specii protejate.